# Roberto D'Aubuisson
Roberto D'Aubuisson, född 23 augusti 1944 i Santa Tecla i departementet La Libertad i El Salvador, död 20 februari 1992 i San Salvador, var en salvadoransk politiker och militärledare som grundade ARENA-partiet. Han anses ha varit den som låg bakom de paramilitära dödsskvadronerna och gav order om mordet på ärkebiskop Óscar Romero 1980.